# 90140 Gómezdonet
90140 Gómezdonet è un asteroide della fascia principale. Scoperto nel 2002, presenta un'orbita caratterizzata da un semiasse maggiore pari a 2,3770542 UA e da un'eccentricità di 0,1006632, inclinata di 6,58800° rispetto all'eclittica.
L'asteroide è dedicato all'astronomo spagnolo Josep Juliá Gómez Donet.